# ジリナ - コシツェ線
ジリナ - コシツェ線（ジリナ - コシツェせん、スロバキア語:Železničná trať Žilina – Košice）は、スロバキア国鉄の鉄道線の名称である。路線番号は180。

## 歴史
1870年9月1日に、コシツェ - キサク間がキサク - プレショウ間と同時に開業した。その後1871年から1872年にかけて、残りの区間がジリナ側から順次開業した。
急増する交通量のため、1930年代中期より複線化工事がはじまって、1955年まで長引いた。その過程でストレチノトンネルおよびヴァーフ川鉄道橋が追加で建設されるのが必要であった。ルジーン - マルゲツァニ区間が、ルジーン地域の山池造成のために、複線化工事の際に移設された。電車線は1956年から1961年まで設備された。1970年代にリプトフスカー・マラ山池は水力発電の目的に造成されて、リプトフスキー・ミクラーシュ郡の区間移設が不可避であった。
1993年にこの路線は、チェコスロバキアの分離の結果でスロバキア国鉄の所属となった。2020年9月25日に鉄道施設運営主体のスロバキア国鉄がポプラド - シュトルバ区間の改修工事を開始した。工事の目的はブラチスラヴァ - コジツェ区間鉄道の現代化であり、工事費の中、7700万ユーロはEUの支援プログラムにより調達される。

## 運行形態
優等列車はプラハ発着便またはブラチスラヴァ発着で、それぞれ別の種別名となっているケースが多い。SC,RJ,EN,ECがプラハ発着、RJ,Rがブラチスラヴァ発着である。コシツェ - ヴァジェツ間の運賃制は東部総合運輸システム（Integrovaný dopravný systém Východ, IDS Východ）により運営される。シュートヴォ - ジリナ間の地域公共交通はジリナ県運輸連合（Integrovaná doprava Žilinského kraja）により統合されている。

### 超特急「スーパーシティ(SC)」
プラハ～ジリナ～コシツェ間に、一日1往復運行する。ジリナ以西は127号線に直通する。プラハ～コシツェを7時間半で結ぶ。
2015年以前は、シトルバを通過していた。

### 超特急「インターシティ(IC)」
ウィーン/ブラチスラヴァ - ジリナ - コシツェ間に運行しており、下記2系統に分かれる。
- 速達便（キサク、ポプラドのみ停車）
一日1往復の運行で、ブラチスラヴァ～コシツェを4時間40分で結ぶ。ウィーンにも直通する。2016年末に運行を開始した。
- 主要駅停車便（旧レギオジェット）
一日3往復運行している。ジリナ以西は120号線に直通する。ブラチスラヴァ～コシツェを5時間で結ぶ。なお、2020年春は運休、夏は一日1往復のみ運行。
過去の運行形態
2015年以前は、全列車がシトルバおよびスピシスカー・ノヴァー・ヴェスを通過していた他、夜行便も週3往復運行されていた。
2016年度および2017年冬に限り、レギオジェット(RJ)として運行していて、大部分がシトルバにも停車していた。
2020年春から2021年冬にかけて、運休や減便があったが、2021年4月10日に運行を再開した[6]。

- 過去の運行便
2015年以前にも、上記旧レギオジェットとは別に、一日2往復（休日は1～3往復）運行していた。なお、週1往復のみフメンネー発着があり、ヴェリカー・ロヂナ以東で188号線に直通していた。
2019年5月に、7日間限定で、コシツェ発ブラチスラヴァ行夜行列車が一日1本運行していた。この列車は、途中ポプラド・タトリ、リプトフスキー・ミクラーシュのみに停車する。

### 超特急「レギオジェット(RJ)」
下記1系統が運行している。
- プラハ - ジリナ - コシツェ
一日3往復運行する（昼行2往復、夜行1往復）。ジリナ以西は127号線に直通する。所要時間は、昼行便が8時間、夜行便が8時間半。
過去の運行形態
2015年以前は、ユーロシティ(EC)として、一日2往復運行していた（昼行1往復、夜行1往復）。また、全列車マルゲツァニを通過していた。
2015年末に、種別がレギオジェットに変更された。
2016年末に、夜行便のみマルゲツァニ停車となった。
2017年末に、一日3往復に増発された。
2020年春 - 2021年春にかけて、昼行1往復が運休していた。

- 過去の運行系統
2017年以前は、プラハ - ジリナ - ヴルートキ - ズヴォレン間に一日1往復運行していた。ジリナ以西は127号線に、ヴルートキ以東は170号線に直通していた。2015年以前はユーロシティ(EC)として運行していた。
2016年度、および2017年冬に限り、ブラチスラヴァ - ジリナ - コシツェ間に、一日3往復運行していた。詳細は下記インターシティ(IC)の項目を参照。

### 寝台特急「ユーロナイト(EN)」
下記2系統が運行している。
- スロヴァキア号：　プラハ/ブラチスラヴァ - ジリナ - コシツェ - フメンネー
一日1往復運行する。ジリナ以西は127号線に直通する。プラハ～コシツェを9時間40分～10時間20分で結ぶ。プラハ行に限り、シトルバ、クラリョヴァニ、ヴルートキを通過する。ブラチスラヴァ発の車両を連結し、ジリナで併結・分割する（ジリナ以西は区間リーフリク(RR)として運行）。
過去の運行状況
かつては、コシツェ発着であった。また、ブラチスラヴァ行の車両はコシツェ方面行のみ連結していた。上下ともシトルバ、マルゲツァニを通過していた他、クラリョヴァニはコシツェ方面行が通過、プラハ方面行が停車であった。
2015年末に、上下ともクラリョヴァニ、ヴルートキに停車する様になった。
2017年末に、フメンネーまで延伸され、上下ともブラチスラヴァ行の車両を連結する様になった。
2018年末に、上下ともマルゲツァニ停車となった一方、コシツェ方面行がシトルバ停車、プラハ方面行がクラリョヴァニ、ヴルートキ通過となった。

- 過去の運行系統
  - プラハ - ジリナ - コシツェ　(ボヘミア号)
2015年以前は、プラハ - フメンネー間のリーフリク(R)として一日1往復運行していた。ジリナ以西は127号線に直通していた。コシツェ以東は190号線に直通していた。また、ジリナ方面のみ、ブラチスラヴァ行の車両を連結し、ジリナで分割していた（ジリナ以西は区間リーフリク(RR)ポロム号として運行）。プラハ～コシツェを9時間～9時間半で結んでいた。
2015年末に、ユーロナイト(EN)に格上げされた。また、キエフ発着の車両を連結する様になり、コシツェ以東で分割、普通列車として190号線に直通する様になった。
2017年末に、季節運行列車となり、プラハ - コシツェ間のみの運行となった。
2018年末にマルゲツァニ通過となった。
2019年末に運行休止。

### 超特急「ユーロシティ(EC)」
- LEOエクスプレス号：　プラハ - ジリナ - キサク - プレショフ - キサク - コシツェ (LEO Express社の運行)
一日2往復の運行。ジリナ以西は127号線に直通する他、途中188号線のキサク - プレショウを往復するルートとなる。スピシスカー・ノヴァー・ヴェス - プレショウ間は、キサク駅を経由せず、短絡線を通って直通する。所要時間は9時間前後
過去の運行状況
2015年末に、一日2往復の運行を開始した。スピシスカー・ノヴァー・ヴェス - プレショウ間は、キサク駅を経由せず、短絡線を通って直通していた。
2019,20年度は、プレショウ - コシツェ間でもキサクを通過していた。
2021年度に限り、1往復がプレショウを経由しないルートとなった。また、残りの1往復もキサク停車であった（188号線への入線時、および180号線への復帰時、それぞれ1回ずつ計2回停車）。
2022年度は、2020年以前の運行形態に戻り、キサク停車となった。

- 過去の運行系統
  - LEOエクスプレス号：　プラハ - ジリナ - コシツェ (LEO Express社の運行)
2015年以前、一日2往復運行していた。スピシスカー・ノヴァー・ヴェスを通過していた。ジリナ以西は127号線に直通していた。所要時間は8時間20分前後。
2016年度以降、プレショウ経由便のみが運行していたが、2021年度に限り一日1往復が復活し、スピシスカー・ノヴァー・ヴェスにも停車していた。
  - コシチャン号、ロハーチェ号：　プラハ - ジリナ - コシツェ
当初はコシチャン号として、週1往復運行していた。ジリナ以西は127号線に直通していた。所要時間は7時間半。なお、シトルバとヴルートキを通過し、キサクに停車していた。
2015年末に、ロハーチェ号に改称された。
2018年末に休止。

### 特急「リーフリク(R)」
下記2系統が運行している。
- タトラン・ゼンプリーン号：　ブラチスラヴァ - ジリナ - コシツェ - フメンネー
一日1往復の運行。ジリナ以西は120号線に、コシツェ以東は190号線に直通する。シトルバを通過する。
- タトラン号：　ブラチスラヴァ - ジリナ - コシツェ
2時間に1本の運行。ジリナ以西は120号線に直通する。所要時間は6時間。

- 過去の運行系統
  - ファトラン号：　オストラヴァ - ジリナ - ヴルートキ - バンスカー・ビストリツァ
2015年以前はズリーフレニー・ヴラク(Zr)として運行して、ジリナ - ビストリツァ間に2時間に1本運行していた。ヴルートキ以東は170号線に直通していた。
2016年度に、レギオナルエクスプレス(REX)に種別変更された。
2017年度は、半数がオストラヴァまで延伸された。ジリナ以西は127号線に直通していた。
2021年末に休止。

### 特急「区間リーフリク(RR)」
- タトラン号：　トレンチーン - ジリナ - コシツェ
一日1往復の運行で、週1日に限り2本運行する。ジリナ以西は120号線に直通する。週1日の増発便を除き、ジリナ以西快速として運行する。
過去の運行形態
2019年以前は、「カッソヴィア」号の愛称名（週1日の増発便は「ホポク」号）で運行していた。ジリナ - ポプラド間でプラハ発着の車両を連結し、ジリナ以西は寝台特急スロヴァキア号に連結されて127号線に直通していた。
2019年末に、プラハ発着便の併結を取りやめた。
2021年末に、愛称名が「タトラン」号に変更された。

- シャリシャン号：　ブラチスラヴァ - ジリナ - マルゲツァニ - フメンネー　【金・日曜運行】
週1往復の運行。ジリナ以西は120号線に直通する。マルゲツァニ以東は、キサクを経由せず、短絡線経由で188号線に直通する。クロンパヒに停車し、西行に限りリプトウスキー・フラードクにも停車する。
2019年以前はリーフリク(R)の種別で運行していた。

- 過去の運行系統
  - タトラン号：　ジリナ - ポプラド ( - コシツェ)　【夏季運行】
2020年に、夏季のみ一日1往復の運行を開始した。ポプラド以東の快速を延伸する形で「ポラーチ」号として運行していた。ポプラド以東は快速として運行していた。
2021年は「タトラン」号に改称された。
2021年限りで休止。
  - コシツェ - ポプラド・タトリ
2018年以前、現在の快速が、この種別で運行していた。

### 快速「レギオナルエクスプレス(REX)」
下記2系統が運行する。
- ポプラド - コシツェ　【平日運行】
平日のみ、一日3往復運行する。
過去の運行形態
2018年以前は、一日1-3往復の運行で、種別は区間リーフリク(RR)であった。スピシスケー・ヴラヒ、スミジャニを通過していた。
2019年度に一日2.5往復となった。また、夏季に限り、休日も一日1往復運行していた他、平日・休日とも一日1往復がジリナまで区間リフリーク(RR)として乗り入れる様になった。
2019年末に一日3往復となった。当時の愛称名は、それぞれ「タトラン」「ロムニツァ」「ポプラド」であった。タトラン号が、夏季にジリナまで直通していた。
2021年限りで、夏季の休日、およびジリナへの延長運転が取りやめられた。

- ブダチーン号：　ジリナ - リプトフスキー・ミクラーシュ - ポプラド・タトリ　【平日運行】
- ホチ号：　ジリナ → ルジョンベロク　【平日運行】
平日のみ一日1.5往復の運行。
過去の運行状況
かつては、ジリナ - ルジョンベロク間のみに一日1往復の運行であった。また、ジリナ - クルペリャニ間各駅停車（ただしヴルートキ貨物駅は通過）であった。
2015年末に、リプトフスキー・ミクラーシュまで延伸された。
2017年末に、ジリナ方面行に限り停車駅が削減された他（ストレチノ、ヴァリーンも停車駅から外された）、ルジョンベロク始発に短縮された。
2018年末に、ルジョンベロクまで一日1.5往復、ミクラーシュまで一日1往復に増発された他、西行の列車はポプラド・タトリ始発となった。
2019年末に、ポプラド・タトリまで一日1往復に増発された。なお西行は、ミクラーシュ以東普通列車として運行する様になった。
2020年末に、西行がストレチノとヴァリーンに停車する様になった。
2021年末に、西行が全区間快速として運行する様になった。

- コシツェ - マルゲツァニ - バンスカー・ビストリツァ　【夏季の土曜運行】
一日1往復の運行。マルゲツァニ以西は173号線に直通する。
2020年に運行を開始した。2020年はズリフレニー・ヴラク(Zr)の種別で運行していた。
- プレショウ -  - マルゲツァニ - バンスカー・ビストリツァ　【夏季の日曜運行】
一日1往復の運行。マルゲツァニ以西は173号線に直通する。マルゲツァニ以東は、キサクを経由せず、短絡線経由で188号線に直通する。
2020年に運行を開始した。2020年はズリフレニー・ヴラク(Zr)の種別で運行していた。

### 普通
下記2系統に分かれる。
- ジリナ - コシツェ
1～2時間に1本の運行。ただし、リプトフスキー・ミクラーシュ - ポプラド間は本数が少なく、午前中は6時間程度運行されない時間帯もある他、休日は一日5往復しか運行していない。
2019年以前は、休日一日3往復の運行であった。
- リパニ - キサク - コシツェ
1時間に1本の運行。キサク以北は188号線に直通する。

### 過去の運行種別
- 超特急「エクスプレスニー・ヴラク(Ex)」
プラハ～ジリナ～ヴルートキ～ズヴォレン～ブラチスラヴァ間に、一日2往復運行していた。ジリナ以西は、他のプラハ発着便と違って120号線に直通し、ヴルートキ以東は170号線に直通していた。2015年12月、全列車がジリナ発着となり休止。
- 快速「ズリーフレニー・ヴラク(Zr)」
  - ジリナ～ヴルートキ～ズヴォレン
2015年12月、種別名をレギオナルエクスプレス(REX)に変更した。
  - ポドフラヂェ - ヴラヒ - ノヴァー・ヴェス　【夏季の土曜・休日運行】
2020年に限り、一日4往復運行していた。ヴラヒ以西は187号線に直通していた。停車駅はレギオナルエクスプレス(REX)と同じであった。

## 駅一覧
以下では、スロバキア国鉄180号線の駅と営業キロ、停車列車、接続路線などを一覧表で示す。
- 種別
  - SC：超特急「スーパーシティ」　※プラハ発着
  - IC：超特急「レギオジェット」　※ブラチスラヴァ発着
  - RJ：超特急「レギオジェット」　※プラハ発着
  - EN：寝台特急「ユーロナイト」　※プラハ発着
  - EC：超特急「ユーロシティ」　※プラハ発着
  - R：特急「リーフリク」　※ブラチスラヴァ発着
  - RR：特急「区間リーフリク」
  - REX：快速
  - Os：普通
- 停車駅
  - ■印：全列車停車
  - ●印：一部通過
  - ○印：一部停車
  - ｜印：全列車通過

| 路線名 | 駅名                                             | 駅間営業キロ | 累計営業キロ      | 累計営業キロ     | SC | IC | RJ | EN | EC | R  | RR | REX | Os | 接続路線                                                                                | 所在地       | 所在地                           |
| ------ | ------------------------------------------------ | ------------ | ----------------- | ---------------- | -- | -- | -- | -- | -- | -- | -- | --- | -- | --------------------------------------------------------------------------------------- | ------------ | -------------------------------- |
| 180    | コシツェ駅                                       | -            | チェルナから 98.8 | コシツェから 0.0 | ■  | ■  | ■  | ■  | ■  | ■  | ■  | ■   | ■  | 160号線（ズヴォレン方面）、169号線（ブダペスト方面） 190号線（フメンネー/チェルナ方面） | コシツェ県   | 1区                              |
| 180    | チャハノヴツェ駅                                 | 3.8          | 102.6             | 3.8              | ｜ | ｜ | ｜ | ｜ | ｜ | ｜ | ｜ | ｜  | ■  |                                                                                         | コシツェ県   | 1区                              |
| 180    | コストリャニ・ナド・ホルナードム駅               | 4.7          | 107.3             | 8.5              | ｜ | ｜ | ｜ | ｜ | ｜ | ｜ | ｜ | ｜  | ■  |                                                                                         | コシツェ県   | コシツェ郊外郡                   |
| 180    | トレベヨフ駅                                     | 5.1          | 112.4             | 13.6             | ｜ | ｜ | ｜ | ｜ | ｜ | ｜ | ｜ | ｜  | ■  |                                                                                         | コシツェ県   | コシツェ郊外郡                   |
| 180    | キサク駅                                         | 2.0          | 114.4             | 15.6             | ■  | ■  | ■  | ■  | ■  | ■  | ■  | ■   | ■  | 188号線（リパニ方面）                                                                   | コシツェ県   | コシツェ郊外郡                   |
| 180    | ヴェリカー・ロヂナ駅                             | 6.7          | 121.1             | 22.3             | ｜ | ｜ | ｜ | ｜ | ｜ | ｜ | ｜ | ｜  | ■  |                                                                                         | コシツェ県   | コシツェ郊外郡                   |
| 180    | マラー・ロヂナ駅                                 | 2.7          | 123.8             | 25.0             | ｜ | ｜ | ｜ | ｜ | ｜ | ｜ | ｜ | ｜  | ■  |                                                                                         | コシツェ県   | コシツェ郊外郡                   |
| 180    | ルジーン駅                                       | 2.0          | 125.8             | 27.0             | ｜ | ｜ | ｜ | ｜ | ｜ | ｜ | ｜ | ｜  | ■  |                                                                                         | コシツェ県   | コシツェ郊外郡                   |
| 180    | マルゲツァニ停留所                               | 5.5          | 131.3             | 32.5             | ｜ | ｜ | ｜ | ｜ | ｜ | ｜ | ｜ | ｜  | ■  |                                                                                         | コシツェ県   | ゲルニツァ郡                     |
| 180    | マルゲツァニ駅                                   | 2.1          | 133.4             | 34.6             | ｜ | ｜ | ○  | ■  | ｜ | ■  | ■  | ■   | ■  | 173号線（ナーレプコヴォ方面）                                                           | コシツェ県   | ゲルニツァ郡                     |
| 180    | クルクナヴァ駅                                   | 5.5          | 138.9             | 40.1             | ｜ | ｜ | ｜ | ｜ | ｜ | ｜ | ｜ | ｜  | ■  |                                                                                         | コシツェ県   | ゲルニツァ郡                     |
| 180    | リフナヴァ駅                                     | 2.1          | 141.0             | 42.2             | ｜ | ｜ | ｜ | ｜ | ｜ | ｜ | ｜ | ｜  | ■  |                                                                                         | コシツェ県   | ゲルニツァ郡                     |
| 180    | クロンパヒ駅                                     | 3.1          | 144.1             | 45.3             | ｜ | ｜ | ｜ | ｜ | ｜ | ｜ | ○  | ■   | ■  |                                                                                         | コシツェ県   | スピシスカー・ノヴァー・ヴェス郡 |
| 180    | スピシスケー・ヴラヒ駅                           | 6.8          | 150.9             | 52.1             | ｜ | ｜ | ｜ | ｜ | ｜ | ｜ | ｜ | ■   | ■  | 187号線（ポドフラヂェ方面）                                                             | コシツェ県   | スピシスカー・ノヴァー・ヴェス郡 |
| 180    | オルツナヴァ駅                                   | 4.4          | 155.3             | 56.5             | ｜ | ｜ | ｜ | ｜ | ｜ | ｜ | ｜ | ｜  | ■  |                                                                                         | コシツェ県   | スピシスカー・ノヴァー・ヴェス郡 |
| 180    | ヴィートコヴツェ駅                               | 2.6          | 157.9             | 59.1             | ｜ | ｜ | ｜ | ｜ | ｜ | ｜ | ｜ | ｜  | ■  |                                                                                         | コシツェ県   | スピシスカー・ノヴァー・ヴェス郡 |
| 180    | フラスチ・ナド・ホルナードム駅                   | 1.2          | 159.1             | 60.3             | ｜ | ｜ | ｜ | ｜ | ｜ | ｜ | ｜ | ｜  | ■  |                                                                                         | コシツェ県   | スピシスカー・ノヴァー・ヴェス郡 |
| 180    | マテヨヴツェ・ナド・ホルナードム駅               | 2.6          | 161.7             | 62.9             | ｜ | ｜ | ｜ | ｜ | ｜ | ｜ | ｜ | ｜  | ■  |                                                                                         | コシツェ県   | スピシスカー・ノヴァー・ヴェス郡 |
| 180    | マルクショヴツェ駅                               | 2.8          | 164.5             | 65.7             | ｜ | ｜ | ｜ | ｜ | ｜ | ｜ | ｜ | ｜  | ■  |                                                                                         | コシツェ県   | スピシスカー・ノヴァー・ヴェス郡 |
| 180    | テプリチカ・ナド・ホルナードム駅                 | 4.0          | 168.5             | 69.7             | ｜ | ｜ | ｜ | ｜ | ｜ | ｜ | ｜ | ｜  | ■  |                                                                                         | コシツェ県   | スピシスカー・ノヴァー・ヴェス郡 |
| 180    | スピシシカー・ノヴァー・ヴェス駅                 | 4.8          | 173.3             | 74.5             | ｜ | ●  | ■  | ■  | ■  | ■  | ■  | ■   | ■  | 186号線（レヴォチャ方面）                                                               | コシツェ県   | スピシスカー・ノヴァー・ヴェス郡 |
| 180    | スミジャニ駅                                     | 2.7          | 176.0             | 77.2             | ｜ | ｜ | ｜ | ｜ | ｜ | ｜ | ｜ | ■   | ■  |                                                                                         | コシツェ県   | スピシスカー・ノヴァー・ヴェス郡 |
| 180    | スピシスケー・トマーショヴツェ駅                 | 3.9          | 179.9             | 81.1             | ｜ | ｜ | ｜ | ｜ | ｜ | ｜ | ｜ | ｜  | ■  |                                                                                         | コシツェ県   | スピシスカー・ノヴァー・ヴェス郡 |
| 180    | レタノヴツェ駅                                   | 1.5          | 181.4             | 82.6             | ｜ | ｜ | ｜ | ｜ | ｜ | ｜ | ｜ | ｜  | ■  |                                                                                         | コシツェ県   | スピシスカー・ノヴァー・ヴェス郡 |
| 180    | ヴィドルニーク駅                                 | 4.6          | 186.0             | 87.2             | ｜ | ｜ | ｜ | ｜ | ｜ | ｜ | ｜ | ｜  | ■  |                                                                                         | プレショフ県 | ポプラド郡                       |
| 180    | スピシスキー・シチャヴニク駅                     | 2.7          | 188.7             | 89.9             | ｜ | ｜ | ｜ | ｜ | ｜ | ｜ | ｜ | ｜  | ■  |                                                                                         | プレショフ県 | ポプラド郡                       |
| 180    | ガーノヴツェ駅                                   | 5.0          | 193.7             | 94.9             | ｜ | ｜ | ｜ | ｜ | ｜ | ｜ | ｜ | ｜  | ■  |                                                                                         | プレショフ県 | ポプラド郡                       |
| 180    | ポプラド・タトリ駅                               | 5.7          | 199.4             | 100.6            | ■  | ■  | ■  | ■  | ■  | ■  | ■  | ■   | ■  | 183号線（プレソ方面）、185号線（リュボヴナ方面）                                        | プレショフ県 | ポプラド郡                       |
| 180    | スヴィト駅                                       | 7.1          | 206.5             | 107.7            | ｜ | ｜ | ｜ | ｜ | ｜ | ｜ | ｜ | ■   | ■  |                                                                                         | プレショフ県 | ポプラド郡                       |
| 180    | ルチヴナー駅                                     | 4.2          | 210.7             | 111.9            | ｜ | ｜ | ｜ | ｜ | ｜ | ｜ | ｜ | ■   | ■  |                                                                                         | プレショフ県 | ポプラド郡                       |
| 180    | シトルバ停留所                                   | 4.7          | 215.4             | 116.6            | ｜ | ｜ | ｜ | ｜ | ｜ | ｜ | ｜ | ■   | ■  |                                                                                         | プレショフ県 | ポプラド郡                       |
| 180    | シトルバ駅                                       | 2.9          | 218.3             | 119.5            | ■  | ｜ | ■  | ●  | ■  | ●  | ■  | ■   | ■  | 182号線（プレソ方面）                                                                   | プレショフ県 | ポプラド郡                       |
| 180    | ヴァジェツ駅                                     | 6.4          | 224.7             | 125.9            | ｜ | ｜ | ｜ | ｜ | ｜ | ｜ | ｜ | ■   | ■  |                                                                                         | ジリナ県     | リプトフスキー・ミクラーシュ郡   |
| 180    | ヴィーホドナー駅                                 | 5.9          | 230.6             | 131.8            | ｜ | ｜ | ｜ | ｜ | ｜ | ｜ | ｜ | ■   | ■  |                                                                                         | ジリナ県     | リプトフスキー・ミクラーシュ郡   |
| 180    | クラーリョヴァー・レホタ駅                       | 10.8         | 241.4             | 142.6            | ｜ | ｜ | ｜ | ｜ | ｜ | ｜ | ｜ | ■   | ■  |                                                                                         | ジリナ県     | リプトフスキー・ミクラーシュ郡   |
| 180    | リプトフスキー・フラードク駅                     | 5.1          | 246.5             | 147.7            | ｜ | ｜ | ｜ | ｜ | ｜ | ○  | ○  | ■   | ■  |                                                                                         | ジリナ県     | リプトフスキー・ミクラーシュ郡   |
| 180    | ポットゥレニ駅                                   | 3.4          | 249.9             | 151.1            | ｜ | ｜ | ｜ | ｜ | ｜ | ｜ | ｜ | ■   | ■  |                                                                                         | ジリナ県     | リプトフスキー・ミクラーシュ郡   |
| 180    | オコリチネー駅                                   | 3.8          | 253.7             | 154.9            | ｜ | ｜ | ｜ | ｜ | ｜ | ｜ | ｜ | ■   | ■  |                                                                                         | ジリナ県     | リプトフスキー・ミクラーシュ郡   |
| 180    | リプトフスキー・ミクラーシュ駅                   | 3.9          | 257.6             | 158.8            | ■  | ●  | ■  | ■  | ■  | ■  | ■  | ■   | ■  |                                                                                         | ジリナ県     | リプトフスキー・ミクラーシュ郡   |
| 180    | リプトフスケー・ヴラヒ駅                         | 10.4         | 268.0             | 169.2            | ｜ | ｜ | ｜ | ｜ | ｜ | ｜ | ｜ | ｜  | ■  |                                                                                         | ジリナ県     | リプトフスキー・ミクラーシュ郡   |
| 180    | リプトフスカー・テプラー駅                       | 4.1          | 272.1             | 173.3            | ｜ | ｜ | ｜ | ｜ | ｜ | ｜ | ｜ | ■   | ■  |                                                                                         | ジリナ県     | ルジョンベロク郡                 |
| 180    | リスコヴァー停留所                               | 4.8          | 276.9             | 178.1            | ｜ | ｜ | ｜ | ｜ | ｜ | ｜ | ｜ | ｜  | ■  |                                                                                         | ジリナ県     | ルジョンベロク郡                 |
| 180    | ルジョンベロク駅                                 | 3.5          | 280.4             | 181.6            | ■  | ●  | ■  | ■  | ■  | ■  | ■  | ■   | ■  |                                                                                         | ジリナ県     | ルジョンベロク郡                 |
| 180    | ルジョンベロク・リバールポレ駅                   | 2.2          | 282.6             | 183.8            | ｜ | ｜ | ｜ | ｜ | ｜ | ｜ | ｜ | ｜  | ■  |                                                                                         | ジリナ県     | ルジョンベロク郡                 |
| 180    | フルボルトヴァー駅                               | 3.1          | 285.7             | 186.9            | ｜ | ｜ | ｜ | ｜ | ｜ | ｜ | ｜ | ｜  | ■  |                                                                                         | ジリナ県     | ルジョンベロク郡                 |
| 180    | シヴォショフ駅                                   | 5.1          | 290.8             | 192.0            | ｜ | ｜ | ｜ | ｜ | ｜ | ｜ | ｜ | ■   | ■  |                                                                                         | ジリナ県     | ルジョンベロク郡                 |
| 180    | リュボフニャ駅                                   | 2.3          | 293.1             | 194.3            | ｜ | ｜ | ｜ | ｜ | ｜ | ｜ | ｜ | ｜  | ■  |                                                                                         | ジリナ県     | ルジョンベロク郡                 |
| 180    | スタンコヴァニ駅                                 | 2.0          | 295.1             | 196.3            | ｜ | ｜ | ｜ | ｜ | ｜ | ｜ | ｜ | ｜  | ■  |                                                                                         | ジリナ県     | ルジョンベロク郡                 |
| 180    | クラリョヴァニ駅                                 | 3.5          | 298.6             | 199.8            | ｜ | ｜ | ｜ | ●  | ｜ | ■  | ■  | ■   | ■  | 181号線（トルステナー方面）                                                             | ジリナ県     | ドルニー・クビーン郡             |
| 180    | シュートヴォ駅                                   | 3.6          | 302.2             | 203.4            | ｜ | ｜ | ｜ | ｜ | ｜ | ｜ | ｜ | ｜  | ■  |                                                                                         | ジリナ県     | マルチン郡                       |
| 180    | クルペリャニ駅                                   | 2.0          | 304.2             | 205.4            | ｜ | ｜ | ｜ | ｜ | ｜ | ｜ | ｜ | ▲∨  | ■  |                                                                                         | ジリナ県     | マルチン郡                       |
| 180    | トゥラニ駅                                       | 3.8          | 308.0             | 209.2            | ｜ | ｜ | ｜ | ｜ | ｜ | ｜ | ｜ | ■   | ■  |                                                                                         | ジリナ県     | マルチン郡                       |
| 180    | スチャニ駅                                       | 3.9          | 311.9             | 213.1            | ｜ | ｜ | ｜ | ｜ | ｜ | ｜ | ｜ | ■   | ■  |                                                                                         | ジリナ県     | マルチン郡                       |
| 180    | ヴルートキ貨物駅                                 | 3.1          | 315.0             | 216.2            | ｜ | ｜ | ｜ | ｜ | ｜ | ｜ | ｜ | ｜  | ●  |                                                                                         | ジリナ県     | マルチン郡                       |
| 180    | ヴルートキ駅                                     | 1.7          | 316.7             | 217.9            | ｜ | ●  | ■  | ●  | ■  | ■  | ■  | ■   | ■  | 170号線（テプリツェ方面）                                                               | ジリナ県     | マルチン郡                       |
| 180    | ネズブヅカー・ルーチカ・ストレチノ駅(*1)         | 9.3          | 326.0             | 227.2            | ｜ | ｜ | ｜ | ｜ | ｜ | ｜ | ｜ | ■   | ■  |                                                                                         | ジリナ県     | ジリナ郡                         |
| 180    | ヴァリーン駅                                     | 3.4          | 329.4             | 230.6            | ｜ | ｜ | ｜ | ｜ | ｜ | ｜ | ｜ | ■   | ■  |                                                                                         | ジリナ県     | ジリナ郡                         |
| 180    | テプリチカ・ナド・ヴァーホム駅（2015年12月休止） |              | (334.1)           | (235.3)          | ｜ | ｜ | ｜ | ｜ | ｜ | ｜ | ｜ | ｜  | ｜ |                                                                                         | ジリナ県     | ジリナ郡                         |
| 180    | ジリナ駅                                         | 8.2          | 337.6             | 238.8            | ■  | ■  | ■  | ■  | ■  | ■  | ■  | ■   | ■  | 120号線（ブラチスラヴァ方面）、126号線（ライェツ方面） 127号線（プラハ方面）            | ジリナ県     | ジリナ郡                         |

(*1): 2015年以前の駅名は「ストレチノ」。